# Безвизовые обмены с Японией

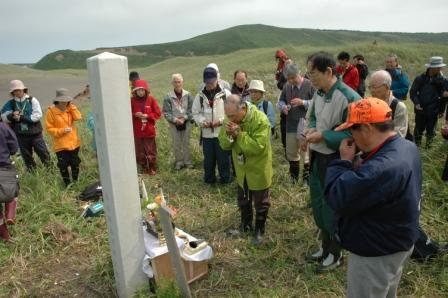
Посещение группой японцев кладбища в Рубэцу

Безвизовые обмены с Японией, известные в Японии как Проект по безвизовым обменам с четырьмя Северными островами (яп. 北方四島交流事業) — проект Администрации по делам Северных территорий Администрации кабмина Японии и независимым административном агентством «Ассоциация по вопросам Северных территорий» для жителей островов Шикотан, Кунашир, Итуруп (Хоппо Рёдо согласно административно-территориальному делению Японии), притом мелкие острова Хабомаи в программу не включены в силу отсутствия постоянного населения. Проект делится на две части: визиты японцев на Курилы и визиты курильцев в Японию.

## История
- 1989 — в ответ на тот факт, что от посещающих Курилы японцев СССР требует визы, Правительство Японии в сентябре выступило с заявлением, что будет проведена процедура по изменению процедуры въезда японцев на Курилы, призвав граждан не въезжать туда по советским въездным визам, пока такой порядок остаётся в силе.
- 1991 — в апреле Президент СССР Михаил Горбачёв посещает Японию с визитом и выдвигает предложение по расширению программы безвизовых визитов, посему был принят упрощённый порядок въезда для японцев, посещающих Курилы. 10 октября был принят план по порядку взаимных визитов по документам, идентифицирующим личность, без требования виз.
- 1992 — в феврале Союз жителей островов Тисима и Хабомаи, Лига солидарности за возвращение Северных территорий и др. организации создали Комитет по поощрению обменов с четырьмя Северными островами (яп. 北方四島交流北海道推進委員会).
- 1993 — исполнительный комитет по связям Лиги (яп. 北方領土返還要求運動連絡協議会), состоящий из нескольких организаций, организовал Конференцию по поощрению государственных обменов с четырьмя Северными островами (яп. 北方四島交流推進全国会議), начались первые безвизовые визиты.
- 1995 — Мунэо Судзуки становится первым японским парламентарием, посетившим Курилы.
- 1998 — список визитёров, которым положены безвизовые визиты, был расширен на деятелей культуры, науки и пр. с целью сейсмологического и экологического мониторинга, исследование японские довоенных построек и пр.
- 1999 — 11 сентября с принятием Московской декларации список расширен и для бывших японских жителей остров и их семей.
- 2003 — Конференция была распущена, вопрос был передан в ведение Ассоциации по вопросам Северных территорий.
- 2009 — 27 января, в силу поправок, внесённых российской стороной в свой Закон об учёте иностранцев, пребывающих на судах с гуманитарной помощью, судно с медикаментами, что везли в Россию, развернулось в порт Нэмуро из-за затребования визы, но 1 мая стороны пришли к компромиссу и проект по гуманитарной помощи был возобновлён, а 22 мая судно сделало второй визит. 3 июля был пересмотрен и обновлён Закон о продвижении специальных мер по решению проблемы Северных территорий, на что резко отреагировала российская сторона, назвав акт недружественным и в протест заморозила участие в программе. Тем не менее в июле визиты продолжились.
- 2010 — Россия объявила, что отказывается от участия в переговорах по территориальной проблеме, для журналистов было введено требование  аккредитации МИД России, Япония ответила отказом отправки репортёров со съёмкой событий[1][2].
- 2011 — похолодание в отношениях, связанное с курильским визитом Дмитрия Медведева в ноябре 2010 с последующим осквернением одним из протестующих националистов российского флага на протесте перед российским посольством 7 февраля 2011[3], впрочем несмотря на инциденты с исполнением безвизовых обменов и последствия землетрясения обмены были продолжены по достигнотому соглашению[4], но для безвизовых посетителей ввели проверку на радиационное облучение. Во время первого такого обмена Россией была оказана гуманитарная помощь[5].
- 2012 — на службу по перевозкам пассажиров поступило судно «Этопирика»[6]. Россия сменила дату назначенного на 17 июля в рамках безвизового посещения кладбищ родственниками умерших визита в силу форс-мажора[7] для одной из 2 посещающих групп. Это был первый такой визит, начиная с 1964.

## Официальные цели проекта
Углубить понимание между японцами и курильцами, создав условия для возвращения островов Японии, борьба с национальными предрассудками в отношении японцев, углубление понимания японского общества и культуры для уничтожения помех возвращению островов, приобретение опыта по созданию движений за возвращение островов и пр. 

## Безвизовые обмены
Согласно МВД Японии и МИД Японии визитёры должны ехать группами и удовлетворять критериям:
- Жители Северных территорий, их потомки, супруги
- Члены соответствующих организаций, чья деятельность направлена на возвращение островов, и имеющие рекомендацию
- Парламентарии или муниципальные депутаты
- Журналисты
- Специалисты по культуре, научные и пр.
- Исполнители ответственных за исполнение организаций

Визитёры должны представить через Администрацию Кабинета министров министру иностранных дел через одну из соответствующих организаций, через палату Парламента, у тихокёко дантай, у любого министерства, у Japan Newspaper Publishers and Editors Association и Japan Magazine Publishers Association.
Сахалин в проекте не участвует. Ограничений на количество посещении Японии для курильцев нет, поэтому многие делают многократные визиты. К 2012 было совершено 259 визитов японцев (10 422 человека) и 179 — русских (7563).
После инцидента с «Киссин Мару 31» программа едва не сорвалась, но была продолжена.
30 октября 2018 г. в порту префектуры Миядзаки на судне «Этопирика», используемом для осуществления безвизовых обменов между Японией и Российской Федерацией, состоялась встреча граждан Японии — бывших жителей островов Малой Курильской гряды, с учениками младших классов.

## Известные участники
- Сэйдзи Маэхара